# Lisiane Braile
Lisiane Bolzoni Braile (Porto Alegre, 27 de outubro de 1969)  é uma modelo e ex-miss brasileira. Foi a sexta vencedora gaúcha do concurso de Miss Brasil Internacional, em 1991 e foi uma das quinze semifinalistas do Miss Internacional daquele ano. Posteriormente teve destaque na mídia por namorar o cantor Falcão.